# Walerian Zaklika
Walerian Zaklika (ur. w 1886 w Łękach Górnych, zm. ?) – polski rolnik, prawnik, działacz społeczny, polityk, poseł na Sejm w II RP.

## Życiorys
Ukończył studia prawnicze i wyższą szkołę rolniczą w Wiedniu. W okresie międzywojennym był członkiem rady i wydziału powiatowego w Rawie Ruskiej. Pracował jako przewodniczący Okręgowego Towarzystwa Rolniczego oraz radca lwowskiej Izby Rolniczej. Mieszkał w Tehlowie.
W 1935 roku został posłem IV kadencji (1935–1938) wybranym 91 068 głosami z okręgu nr 73 (powiaty: sokalski, żółkiewski, rawski i lubaczowski). Dnia   marca 1937 r. zgłosił, wraz z grupą innych parlamentarzystów katolickich, akces do [Obóz Zjednoczenia Narodowego|Obozu Zjednoczenia Narodowego]